# Татьяна Салкуцан
Татьяна Салкуцан (16 квітня 2001) — молдовська плавчиня.
Учасниця Олімпійських Ігор 2020 року, де в попередніх запливах на дистанції 100 метрів на спині посіла 28-ме місце й не потрапила до півфіналів, а на дистанції 200 метрів на спині посіла в півфіналі 11-те місце й не потрапила до фіналу.